# Karl Petter Bergvall
Karl Petter Bergvall, född 3 mars 1983, är en svensk grisuppfödare och dokusåpadeltagare bosatt utanför Säffle i Värmland. Han är även en f.d rallyförare som var duktig i sin gren.
Bergvall deltog i tv-programmet Bonde söker fru 2007. I slutet av program, åkte han till Lissabon tillsammans med Jessica Berlin. De blev dock inte ett kärlekspar efter programmet. Kort efter Jessica har medverkat i programmet träffade hon hockeyspelare Kim Ericsson och paret övervägde att förlova sig. Karl Petter deltog i 2008 års upplaga av tv-programmet Let's dance, med danspartnern Jeanette Carlsson. Han åkte ut ur Let's Dances semifinal den 21 mars 2008 mot Tony Rickardsson och Tina Nordström. Under tiden i Let's Dance träffade han sin nuvarande flickvän Jonna Larsson via Internet-sidan Facebook. Han deltog i ett avsnitt av Idol 2007, där han sjöng Per Gessles låt "Här kommer alla känslorna...". Han arbetar heltid med grisuppfödning, jord- och skogsbruk på Ramstad gård. Bergvall var under sena 2009 vinnare av TV4 serien Kändisdjungeln under dess första säsong.

## Filmografi, i urval

### TV
- 2007 - Bonde söker fru - Deltagare
- 2008 - Let's Dance - Deltagare
- 2009 - Kändisdjungeln - Deltagare
- 2010 - Fångarna på fortet - Deltagare